# ジェイムズ・ポールディング

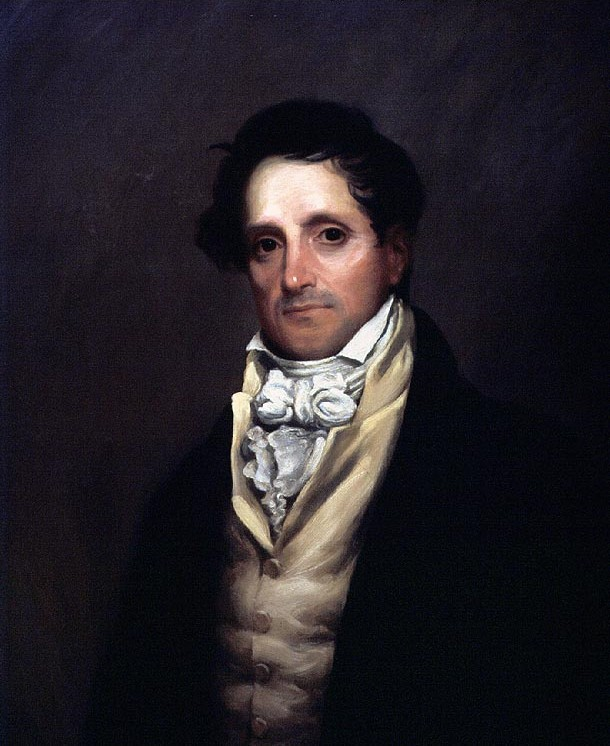
ジェイムズ・ポールディング

ジェイムズ・カーク・ポールディング（James Kirke Paulding, 1778年8月22日 - 1860年4月6日）は、アメリカ合衆国の作家、政治家。1838年から1841年まで第11代アメリカ合衆国海軍長官を務めた。

## 生涯
1778年、ジェイムズ・ポールディングはニューヨーク州ダッチェス郡において、ウィリアム・ポールディングの末子として生まれた。ポールディングは主に独学で勉強を進めた。ポールディングはその生涯の半分を政府職員として、また半分を小説家として過ごした。

### 執筆活動
ポールディングの著作物は、詩や政治的文書、フィクションやノンフィクション、小説、演劇脚本など、広い範囲に及んだ。ポールディングの才能および多数の著作物は、同時代のアメリカ合衆国の文学像を大きく反映したものであった。

### 政治活動
1815年から1823年まで海軍評議委員会の長官を務め、その後1824年から1838年までニューヨーク州で海軍省の代理人を務めた。
1838年6月、マーティン・ヴァン・ビューレン大統領はポールディングを海軍長官に任命した。ポールディングは保守的な立場をとり、新たな技術の導入には消極的な立場をとった。ポールディングは海軍の事務に関する広範囲な知識をもとに海軍を管理し、「我々の歴史ある艦船を葬り去り、海軍を蒸気を噴く鯨の一群へと変貌させることは、承諾できない」と宣言した。しかしながらポールディングの在任中、海軍はその活動領域をより大きくすることに務め、艦隊の拡大や海軍の実習制度の導入を図り、また蒸気工学の研究にも熱心に取り組んだ。

### 晩年
ポールディングは1841年に海軍長官を退任し、執筆行へと復帰し、また農業にも着手した。そして1860年、ポールディングはニューヨーク州ハイドパーク近郊の農場で死去した。ポールディングの遺体は同州ブルックリンのグリーンウッド墓地に埋葬された。
ポールディングの死後、アメリカ海軍では、ポールディングの功績を称えて、駆逐艦ジェイムズ・K・ポールディングにその名が付けられた。

## 主な著作物
- 1812年 - The Diverting History of John Bull and Brother Jonathan
- 1813年 - The Lay of the Scottish Fiddle
- 1818年 - The Backwoodsman
- 1820年 - Salmagundi. Second Series
- 1822年 - A Sketch of Old England by a New England Man
- 1823年 - Koningsmarke, the Long Finne
- 1825年 - John Bull in America, or the New Munchausen
- 1826年 - The Merry Tales of the Three Wise Men of Gotham
- 1828年 - The New Mirror for Travellers
- 1829年 - Tales of the Good Woman, by a Doubtful Gentleman
- 1830年 - Chronicles of the City of Gotham
- 1831年 - The Dutchman's Fireside
- 1832年 - Westward Ho!
- 1835年 - Life of George Washington
- 1836年 - View of Slavery in the United States
- 1837年 - The Book of St. Nicholas
- 1838年 - A Gift from Fairy Land
- 1846年 - The Old Continental, or the Price of Liberty
- 1849年 - The Puritan and his Daughter